# Hagbard
Hagbard (nach späterer Überlieferung: „Habor“), Sohn des Haamund, ist eine Heldenfigur aus der Nordischen Mythologie und ist eine der Hauptfiguren der Sage Hagbard und Signy (neuer: Habor und Sign(h)ild). Er wird in der Skáldskaparmál, Ynglinga Saga, Völsunga Saga und dem Gesta Danorum erwähnt.

## Hagbard in der Sage
Hagbard und sein Bruder Haki waren mächtige Seekönige, die Erwähnung in der altnordischen Heimskringla, Landnámabók sowie der Gesta Danorum finden und der Sage nach im vierten oder fünften Jahrhundert nach Christus gelebt haben sollen. 
Bei der Sage Hagbard und Signy handelt es sich um eine tragische Liebesgeschichte im Stile von Romeo und Julia. Signys Vater, König Sigar, ist gegen die Verbindung seiner Tochter mit Hagbard, da sie bereits an einen germanischen Edelmann versprochen ist. Nach einer Schlacht werden Hagbards Brüder allesamt getötet, und er schwört Rache gegen Signys Brüder und den germanischen Edelmann. Um sich der Liebe Signys zu versichern, schleicht er sich als Schildmaid verkleidet in ihr Schlafgemach, wo sie ihm ewige Liebe schwört. Er wird entdeckt und sein Fall wird vor dem Thing sehr kontrovers beraten, da er sich als tapferer Mann erwiesen hat. Schließlich wird er dennoch zum Tode verurteilt, und als die Königin sich über ihn lustig macht, erdreistet er sich sogar, ihr einen Becher Met an den Kopf zu werfen. 
Unterdessen beschließt Signy, sich mit ihren Zofen im Jungfrauenzimmer verbrennen zu lassen, sobald das Todesurteil über ihren Geliebten vollstreckt ist. Als Hagbard zu seinem Henkersplatz geführt wird, den man später „Hagbardhügel“ nennen wird, möchte er noch einmal Signys Treue testen und bittet den Henker, zunächst seinen leeren Mantel zu hängen. Ein ahnungsloser Beobachter gibt das Hornsignal, dass das Urteil vollstreckt sei, und Signy setzt daraufhin das Jungfrauenzimmer in Brand. Hagbard singt daraufhin ein tragisches Lied über seine Vereinigung mit Signy nach dem Tode und lässt sich hinrichten.
Das Hagbard-Lied erfuhr in den nachfolgenden Jahrhunderten eine große Popularität. Mehrere Ortschaften und Plätze in Schweden werden in Verbindung mit der Sage gebracht (vor allem in Halland, Blekinge oder Uppland).